# Franciszek Bobiński

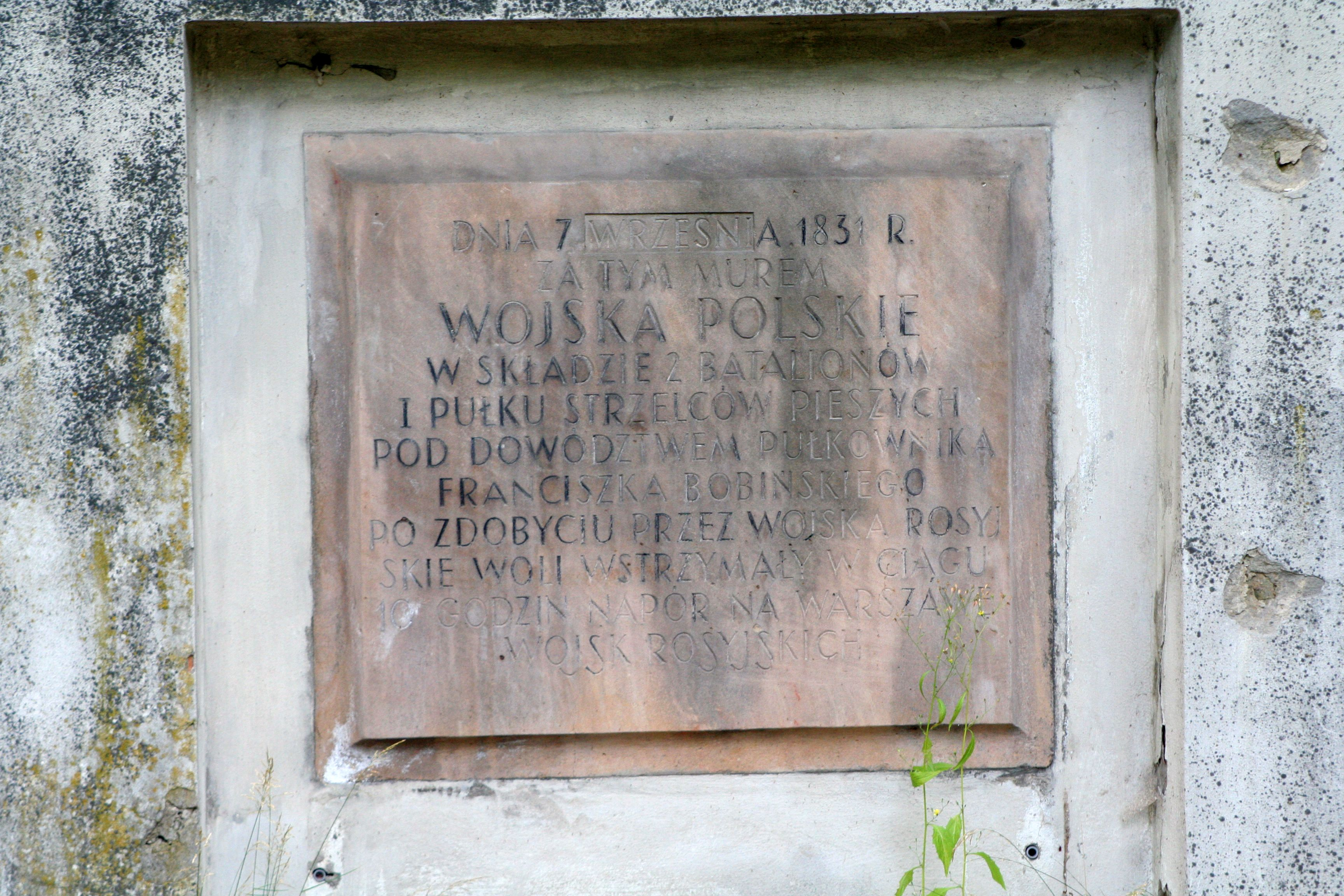
Tablica na cmentarzu ewangelicko-augsburskim w Warszawie, upamiętniająca obronę Warszawy przez wojska pod dowództwem pułkownika Bobińskiego podczas powstania listopadowego

Franciszek Bobiński (ur. we wrześniu 1793 w Płocku, zm. 1 września 1883 w Siernikach) – pułkownik Wojsk Polskich Królestwa Kongresowego.
Był uczestnikiem kampanii napoleońskich 1809 i 1812, powstania listopadowego i powstania krakowskiego. W okresie od 28 września do 5 października 1831 roku był faktycznym dowódcą 1 Dywizji Piechoty.

## Literatura dodatkowa
- Zygmunt Mann: Bobiński Franciszek. W: Polski Słownik Biograficzny. T. 2: Beyzym Jan – Brownsford Marja. Kraków: Polska Akademia Umiejętności – Skład Główny w Księgarniach Gebethnera i Wolffa, 1936, s. 152–153. Reprint: Zakład Narodowy im. Ossolińskich, Kraków 1989, ISBN 83-04-03291-0